# Alenia Aermacchi

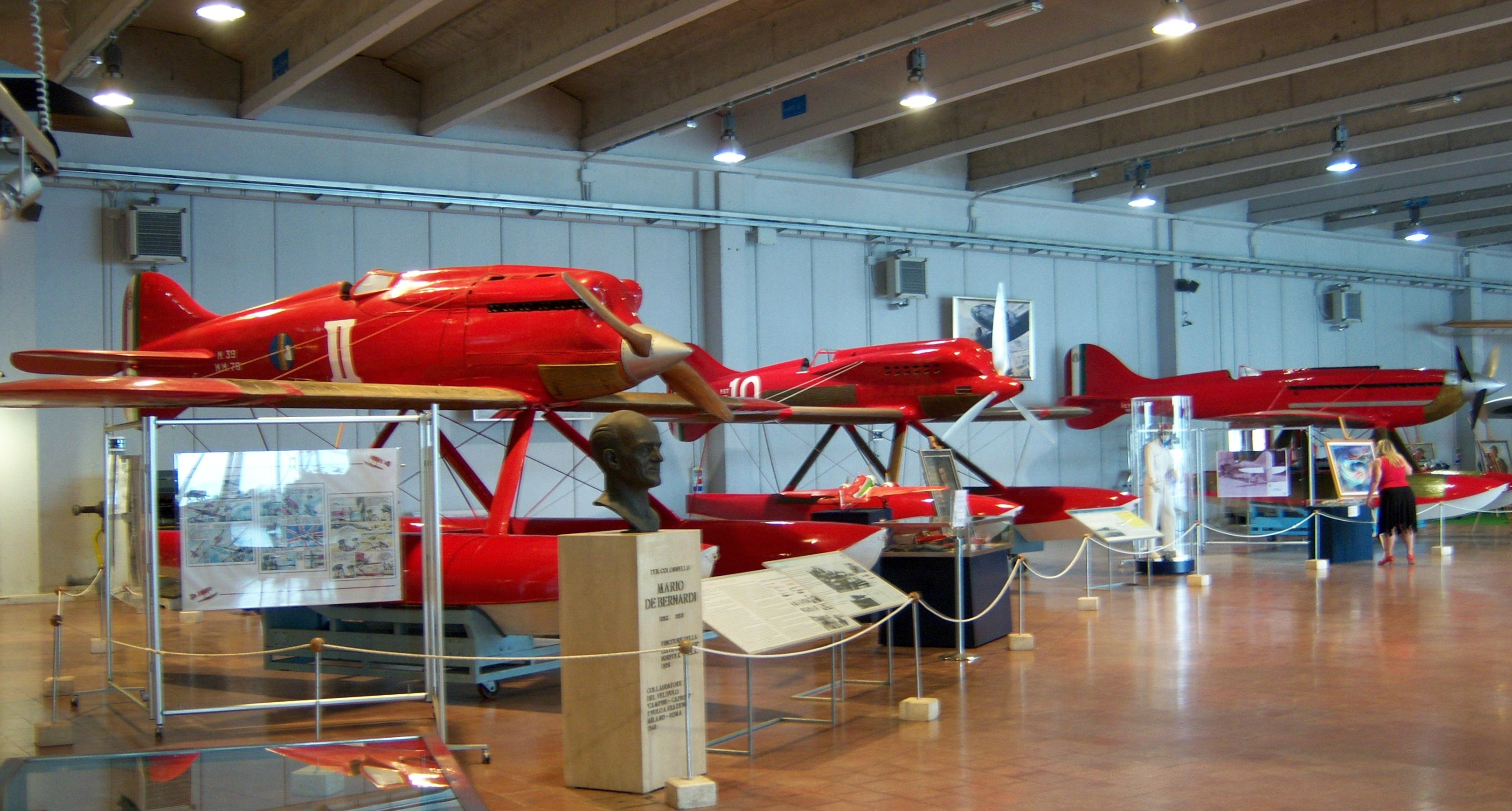
Aeronautica Macchi sportsjöflygplan, utställda i italienska Flygvapnets historiska museum i Vigna di Valle (Museo storico dell'Aeronautica Militare di Vigna di Valle), Italien. Från vänster till höger: Macchi M.39, som vann Schneidercupen 1926, Macchi M.67, som deltog i Schneidercupen 1929, Macchi M.C.72, byggd för att delta i Schneidercupen 1931 och innehavare av hastighetsrekordet för sjöflygplan med kolvmotor.

Alenia Aermacchi (ursprungligen Aeronautica Macchi) är en italiensk flygplanstillverkare som grundades i Varese 1912.  Företaget är ett dotterbolag inom koncernen Leonardo, tidigare benämnd Finmeccanica. Företaget tillverkar numera civila och militära skolflygplan, men har även varit känt som tillverkare av motorcyklar.

## Aermacchis fabrikshistoria
Företaget grundades 1912 av Giulio Macchi som Aeronautica Macchi i Varese i norra Italien. Eftersom fabriken låg vid stranden av sjön Varese tillverkade företaget till att börja med sjöflygplan. Under 1920- och 1930-talen tävlade man framgångsrikt i Schneider Trophy mot bland andra Supermarine från England. Efter andra världskriget började företaget producera motorcyklar för att fylla efterkrigstidens behov av ett billigt transportmedel. 1960, köpte amerikanska Harley Davidson 50% av Aermacchi's motorcykeldivision. 1974 köpte AMF-Harley Davidson hela Aermacchi, men produktionen blev kvar i Varese. 1978 såldes motorcykelverksamheten till Cagiva.

## Flygplansmodeller
- Macchi M.7
- Macchi M.8
- Macchi M.33
- Macchi M.39
- Macchi M.67

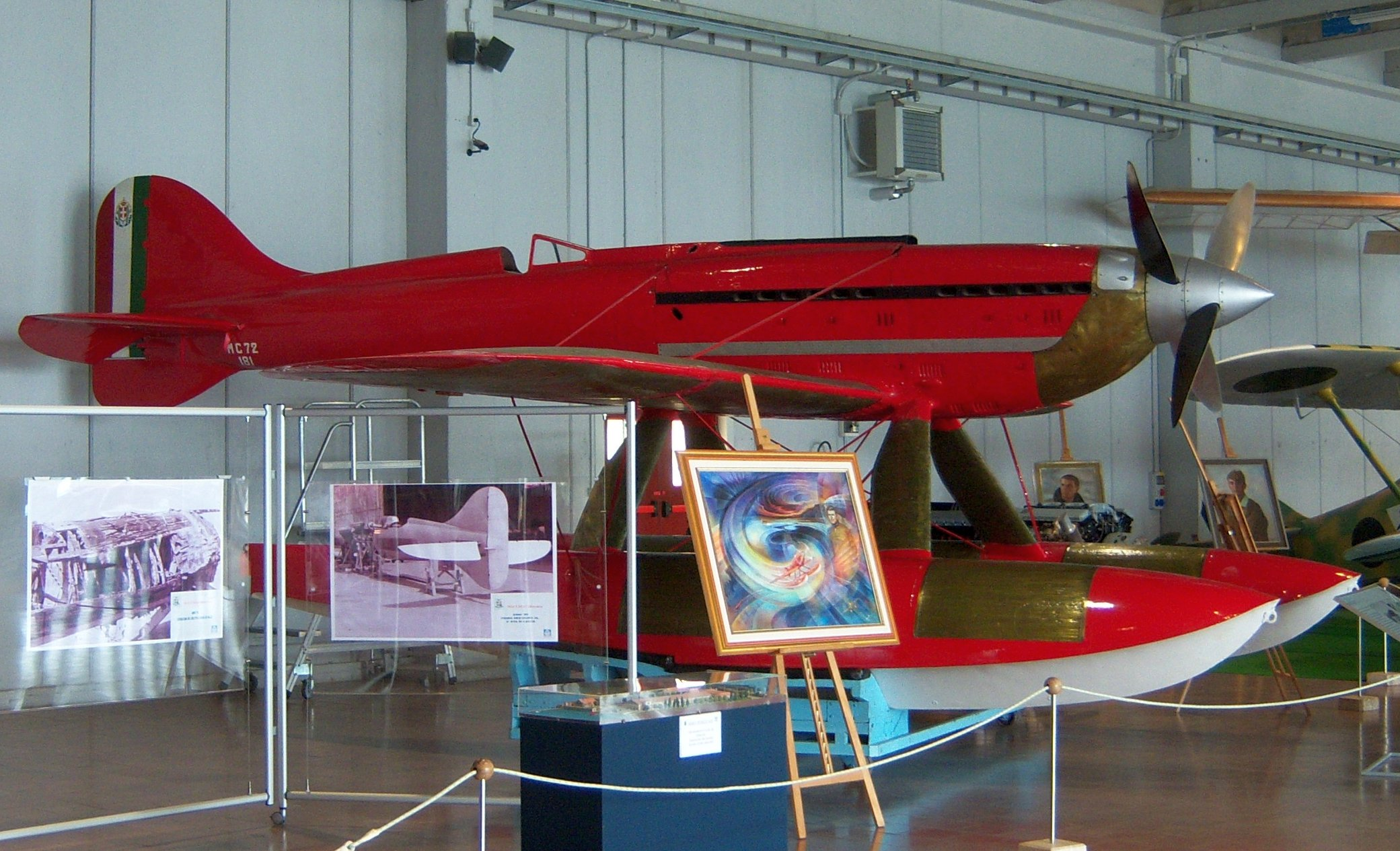
Macchi M.C.72 utställd på italienska Flygvapnets historiska museum i Vigna di Valle, Italien.

- Macchi C.72 (Macchi-Castoldi M.C.72)
- Macchi C.200 Saetta
- Macchi C.202 Folgore
- Macchi C.205 Veltro (Macchi-Castoldi M.C.205)
- Aermacchi M 311
- Aermacchi M 346
- Aermacchi MB 339
- Aermacchi MX
- Aermacchi SF 260

## Aermacchi MC

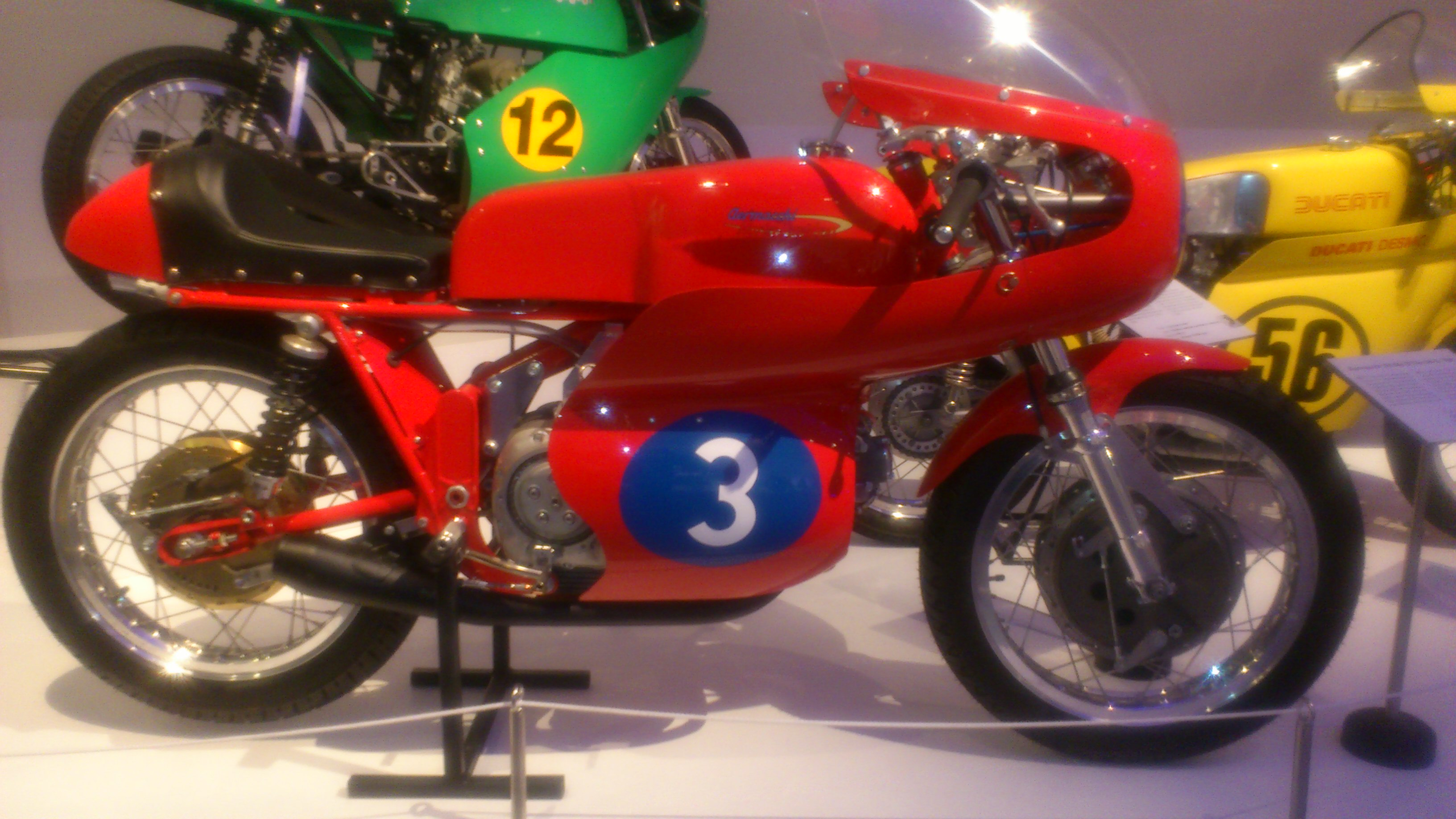
Aermacchi 350 Ala DÓro DS-S 1968 finns på MC Collection i Sollentuna

Aermacchi började tillverka motorcyklar 1948. Eftersom skattelagstiftningen premierade små motorer började man med liten cylndervolym, 123 - 172 cc med både sid- och toppventiler.
- Aermacchi Z-90
- Aermacchi MC-65